# سرديا كنيجيفيتش
سرديا كنيجيفيتش (بالصربية: Срђа Кнежевић)‏ (15 أبريل 1985 في بلغراد في صربيا – )؛ هو لاعب كرة قدم كان يلعب كمدافع.

## وصلات خارجية
- سرديا كنيجيفيتش على موقع الاتحاد الأوربي (الإنجليزية)
- سرديا كنيجيفيتش على موقع رابطة كرة القدم اليابانية للمحترفين (اليابانية)
- سرديا كنيجيفيتش على موقع قاعدة بيانات كرة القدم.إي يو (الإنجليزية)
- سرديا كنيجيفيتش على موقع Soccerway.com (الإنجليزية)
- سرديا كنيجيفيتش على موقع عالم كرة القدم.نت (الإنجليزية)